# Mewa Arena
Mewa Arena (pronunție în germană [ˈmeːvaː ʔaˌʁeːnaː]; stilizat ca MEWA ARENA; de asemenea cunoscut ca 1. FSV Mainz 05 Arena din cauza reglementărilor privind sponsorizările ale UEFA) este un stadion din Mainz, Renania-Palatinat, Germania folosit de echipe din mai multe sporturi, dar în principal este folosit pentru fotbal. Stadionul este folosit în principal de 1. FSV Mainz 05 și are o capacitate de 26.600 de locuri pentru meciurile internaționale. El a fost construit pentru a-l înlocui pe cel vechi, Stadion am Bruchweg. Stadionul are o capacitate de 34.034 de persoane, din care 19.700 scaune. Stadionul a fost denumit inițial Coface Arena (pronunție în germană [ˈkoːfas ʔaˌʁeːna]) în urma unui acord de sponsorizare cu COFACE. În iulie 2016, stadionul a ajuns la numele Opel Arena, conform unui acord privind drepturile de denumire cu Opel.
În iulie 2021, numele s-a schimbat din nou în urma unui contract de sponsorizare cu MEWA Textil-Service, o companie germană de închiriere de lenjerie.

## Cupa Ligatotal 2011
Pentru a sărbători inaugurarea noului stadionului, 1. FSV Mainz 05 a organizat Cupa Ligatotal 2011, acesta fiind un scur turneu pregătitor din pre-sezon. Ei au invitat echipe importante precum Borussia Dortmund, Hamburger SV sau Bayern München. Dortmund a câștigat turneul, Mainz fiind ultima după ce a pierdut meciul pentru locul trei cu Bayern München.
Primul gol din campionat marcat pe această arenă a fost marcat de către tunisianul Sami Allagui pentru FSV Mainz 05 împotriva echipei Bayer Leverkusen pe 7 august 2011.

## Galerie

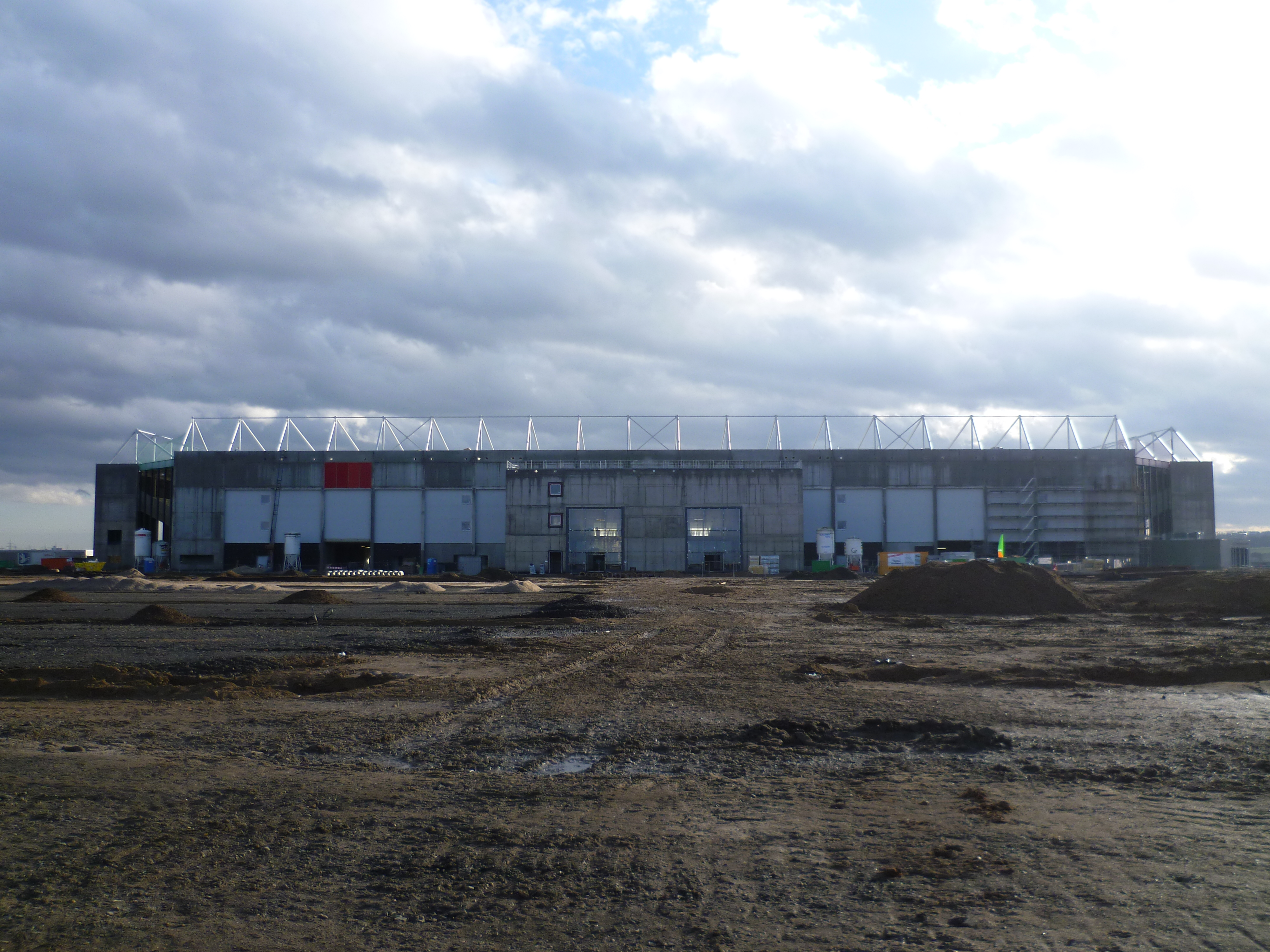
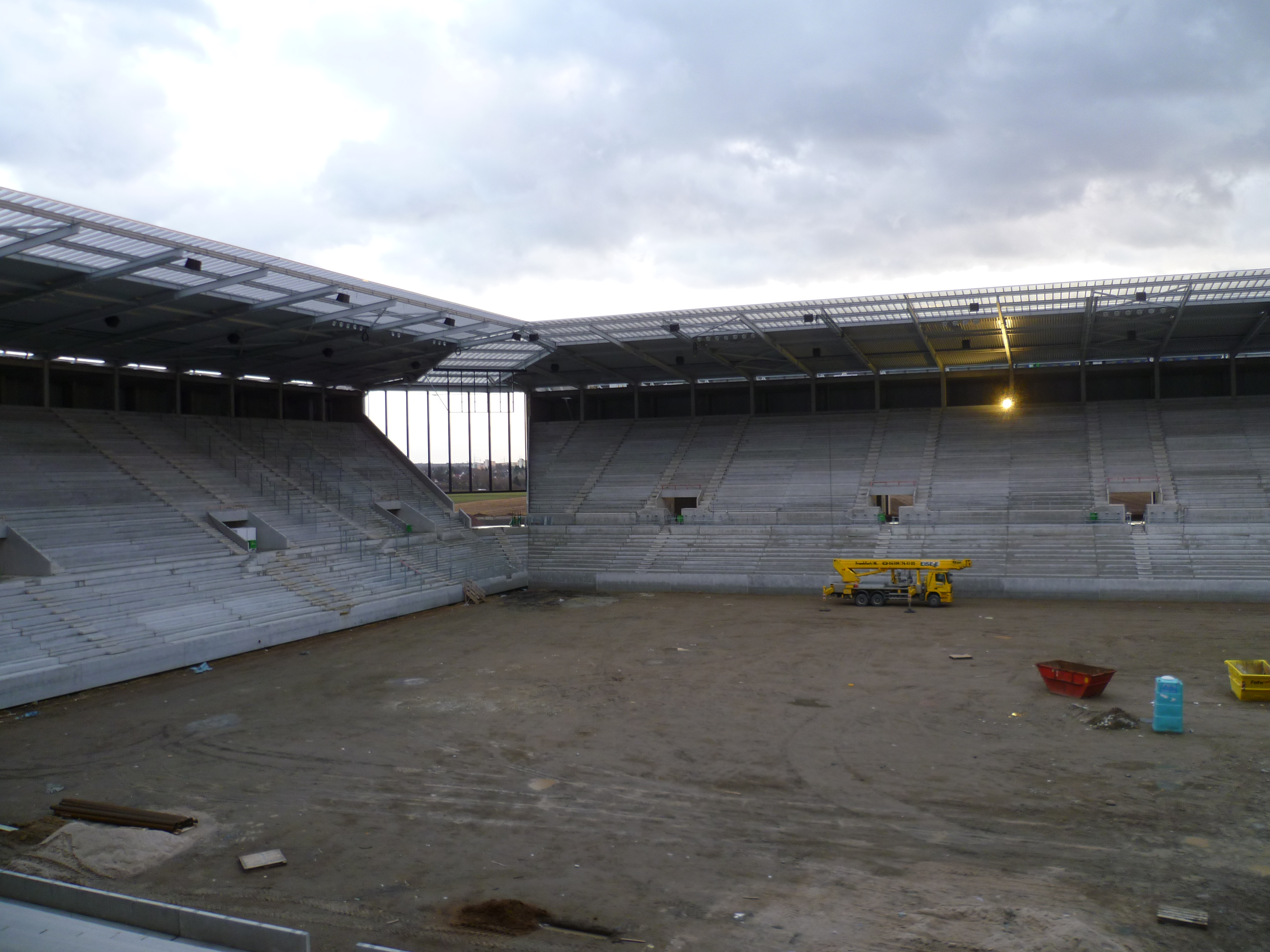
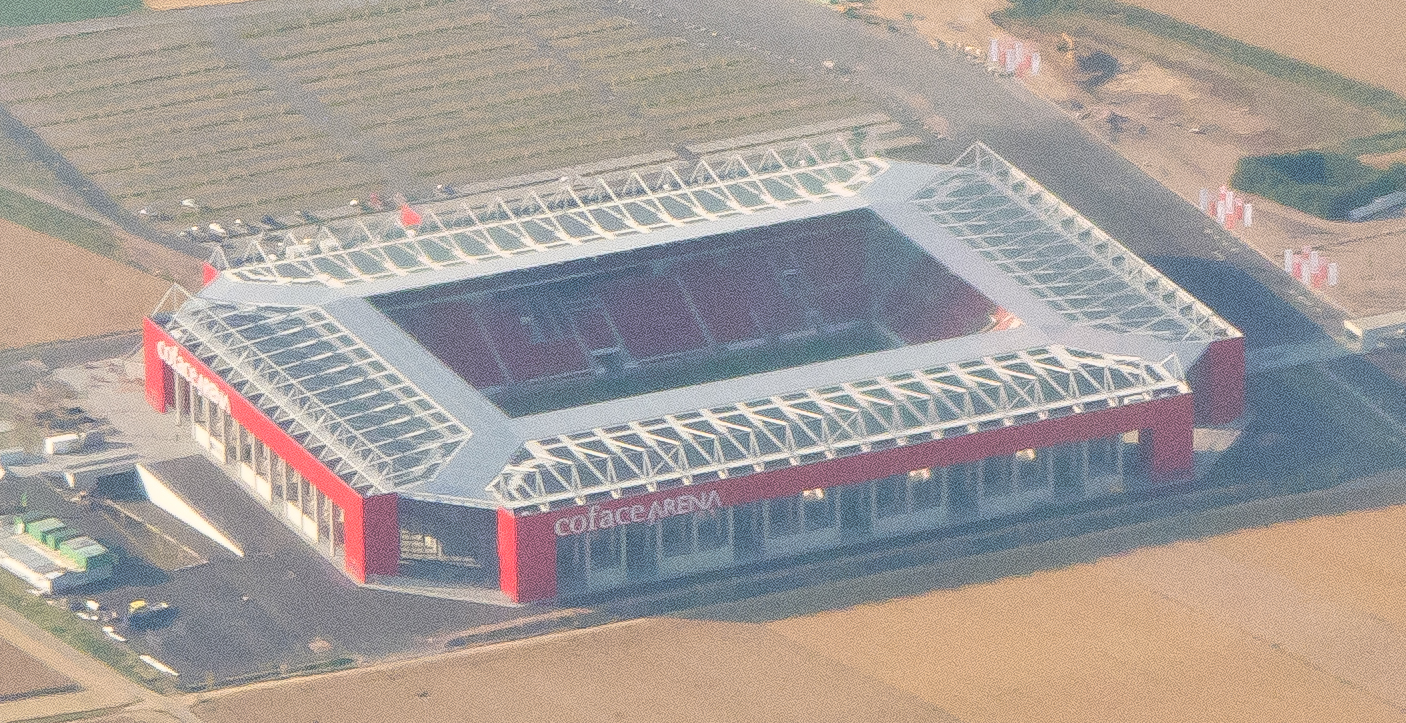
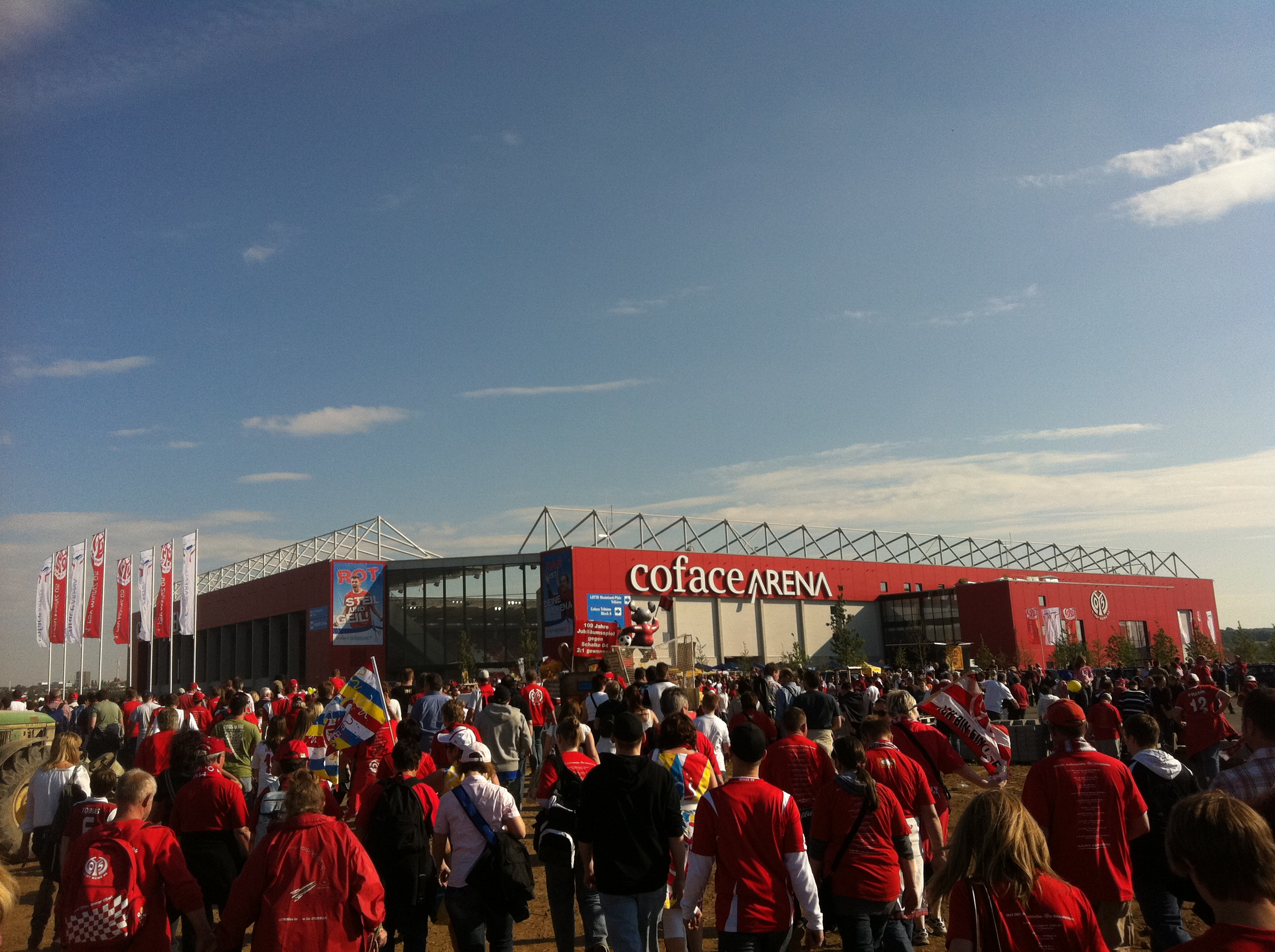